# Sant Andreu Teatre
El Sant Andreu Teatre, conegut també com a SAT!, és un teatre ubicat al carrer de Neopàtria número 54, al barri de Sant Andreu de Palomar.
Es va inaugurar el 1990 aleshores en la nau d'unes antigues cotxeres del passeig de Fabra i Puig, número 26. D'allà es va traslladar a una nau veïna, la seu actual. A la primera ubicació s'hi van ubicar diverses sales de la cadena Lauren.
El nou teatre es va estrenar el setembre de 2003. Té notables condicions de visibilitat i audició, amb capacitat per a 383 persones, totes a una platea en pendent. La programació combina teatre, dansa, espectacles infantils i musicals.